# Закатальский Государственный Драматический Театр
Закатальский Государственный Драматический Театр — драматический театр, существовавший в Азербайджане с 1944 по 1949 год.

## История
В 1944 году в Азербайджане были созданы драматические театры в различных районных центрах, включая Барду, Сальян, Сабирабад, Закаталу и Ордубад. В тот период, когда Министерство культуры еще не существовало, эти театры подчинялись Управлению по делам искусств при Наркомате просвещения.
Закатальский Государственный Драматический Театр возглавляли художественные руководители Ага Зейналов, Ибрагим Исфаханлы и Ибрагим Азери. Декорации к спектаклям создавали художники Аласгар Зейналов, Аскер Аббасов и Майя Осадзе. В труппу театра входили как местные театральные энтузиасты, так и молодые актеры из различных театров столицы, а также выпускники Бакинского театрального училища имени Мирзы Фатали Ахундова.
В 1948 году, в соответствии с постановлением СССР, все театры перешли на систему самофинансирования. Закатальский театр столкнулся с серьезными финансовыми трудностями, и в декабре 1948 года начался процесс его закрытия. В марте 1949 года театр окончательно прекратил свою деятельность, а его имущество было частично передано в Шекинский Государственный Драматический Театр и местный Дом культуры.

## Труппа
В различные годы в Закатальском театре работали Народные артисты Азербайджанской ССР Мелик Дадашов, София Гусейнова, Заслуженный деятель искусств Азербайджанской ССР и режиссер Нияз Шарифов, Заслуженные артисты Азербайджанской ССР Алигейдар Гасанзаде и Рухсара Агаева, Народный артист Грузинской ССР Ибрагим Исфаханлы, Заслуженная артистка Грузинской ССР Рейхан Тагиева, а также актеры Мамед Фаррухов, Азиз Керимов, Али Ахмедов, Али Курбанов, Гаджи Азизов, Гасан Мамедов, Мамед Гашимов, Камал Ибрагимов, Мамед Гашимлы, Ахад Гайятов, Алигейдар Гасанов, Энвер Керимов, Энвер Караахмедов, Бейюкяга Исмаилов, Мехбали Рагимов, Мамедгашим Алимагомедов, Шойюбали Рагимов, актрисы Фируза Заидова, Шарабани Шабанова (Джафарова), Саида Алиева, Хуршид Аббасова, Сара Джакиева .

## Репертуар
В репертуаре театра были как музыкальные, так и драматические постановки. Среди музыкальных спектаклей ставились «Лейли и Меджнун», «Муж и жена», «Мешади Ибад», «Аршин мал алан» (Узеир Гаджибеков), «Молодой в пятьдесят» (Зульфугар Гаджибеков), «Гозун адыны» (Мехди Алиев и Фикрет Амиров), «Чья свадьба?» (Мехди Алиев и Ага Мешадибеков). Среди драматических произведений были поставлены «Любовь и месть» (Сулейман Сани Ахундов), «Севиль», «Айдын» (Джафар Джаббарлы), «Фархад и Ширин» (Самед Вургун), «Ожидание» (Мехди Гусейн и Ильяс Эфендиев), «Девичья башня» (Рза Шахвелед), «Счастье», «В огне» (Абил Юсифов), «На берегу Куры» (Гасан Гасымов), «Праздничный день» (Саттар Ахундов), «Честь» (Александр Ширванзаде).